# Coppa del Baltico 2016
La Coppa del Baltico 2016 è stata la 26ª edizione della competizione, la 16ª dalla reistituzione di questa manifestazione nel 1991 a seguito del collasso dell'Unione Sovietica.
Ha visto, per la tredicesima volta nella storia, la vittoria della Lettonia.

## Formula
Con la defezione della Finlandia, la formula è tornata quella tradizionale della manifestazione, che prevede un girone all'italiana con partite di sola andata tra le tre formazioni partecipanti; ogni formazione gioca due partite, una in casa e una fuori.

## Classifica finale
| Pos. | Squadra  | Pt | G | V | N | P | GF | GS | DR |
| ---- | -------- | -- | - | - | - | - | -- | -- | -- |
| 1.   | Lettonia | 4  | 2 | 1 | 1 | 0 | 2  | 1  | +1 |
| 2.   | Lituania | 3  | 2 | 1 | 0 | 1 | 3  | 2  | +1 |
| 3.   | Estonia  | 1  | 2 | 0 | 1 | 1 | 0  | 2  | -2 |

## Risultati
| Arbitro: | Anufrijevs |

|                         |           |  |
| Valskis 30’ Černych 45’ | Marcatori |  |

| Arbitro: | Tarajev |

|                         |           |             |
| Zjuzins 50’ Rudņevs 71’ | Marcatori | 84’ Černych |

| Tallinn 4 giugno 2016 Incontro 3 | Estonia | 0 – 0 referto | Lettonia | A. Le Coq Arena (1982 spett.)\| Arbitro: \| Mažeika \| |
| Arbitro:                         | Mažeika |               |          |                                                        |